# Claude Bailey
Claude Bailey (19 de novembro de 1895, Londres, Inglaterra — junho de 1950, Ealing, Londres, Inglaterra) foi um ator britânico. 

## Filmografia selecionada
- Little Waitress (1932)
- The Unholy Quest (1934)
- Hatter's Castle (1942)
- Unpublished Story (1942)
- He Snoops to Conquer (1944)
- Don't Take It to Heart (1944)
- The Calendar (1948)